# 紅千鶴 (宝塚歌劇団13期生)
初代紅 千鶴（くれない ちづる、本名:三谷ひろ子、1910年6月15日 - 1973年1月）は元宝塚少女歌劇団雪組主演娘役クラスの人物である。大阪府大阪市西区本田出身。
娘は谷ちづると千春京子で、孫は万理沙ひとみと秋園美緒である。

## 略歴
1923年、13期生として、宝塚音楽歌劇学校（現在の宝塚音楽学校）に入学し、宝塚少女歌劇団（現在の宝塚歌劇団）に入団。当時は「入学＝入団」で学校と劇団は一体であった。
1933年、宝塚少女歌劇団を23歳で退団。
1973年1月、死去。62歳没。

## 宝塚歌劇団時代の主な舞台出演
- 『神婚式』（雪組）（1925年11月1日 - 11月30日、宝塚大劇場）
- 『マッチガール』（雪組）（1926年2月1日 - 2月28日、宝塚大劇場）
- 『二人の姫君』（雪組）（1926年6月1日 - 6月30日、宝塚大劇場）
- 『青い鳥』『桃源の朝比奈』（雪組）（1926年8月1日 - 8月31日、宝塚大劇場）
- 『むね割観音』（雪組）（1926年11月1日 - 11月30日、宝塚大劇場）
- 『吉野山の兎』『住吉詣』（雪組）（1927年1月1日 - 1月31日、宝塚大劇場）
- 『青い目のお人形』『彌彦獅子』『エレベーター』（雪組）（1927年4月1日 - 4月30日、宝塚大劇場）
- 『ピーター・パン』（雪組）（1927年7月1日 - 7月31日、宝塚大劇場）
- 『魔法博士』（雪組）（1928年4月1日 - 4月30日、宝塚大劇場）
- 『楽しき今宵』（雪組）（1928年10月1日 - 10月31日、宝塚大劇場）
- 『雪消の澤』（雪組）（1929年2月1日 - 2月28日、宝塚大劇場）
- 『草摺引』（雪組）（1929年5月1日 - 5月31日、宝塚大劇場）
- 『今昔物語』（雪組）（1929年8月1日 - 8月31日、宝塚大劇場）
- 『千姫』『木曾街道膝栗毛』（雪組）（1929年11月1日 - 11月30日、宝塚大劇場）
- 『浪速膝栗毛』（雪組）（1930年3月1日 - 3月31日、宝塚大劇場）
- 『五月雨双紙』（雪組）（1930年6月1日 - 6月30日、宝塚大劇場）
- 『パリゼット』（雪組）（1930年9月1日 - 9月30日、宝塚大劇場）
- 『萬柳湖』『羅久女』『クリスマスバァラィティ』（雪組）（1930年12月1日 - 12月28日、中劇場）
- 『坊主金平』『セニョリータ』（雪組）（1931年2月1日 - 2月28日、宝塚大劇場）
- 『鳥羽僧正』『ミス・上海』（雪組）（1931年5月1日 - 5月31日、宝塚大劇場）
- 『蝶々さん』『明治から昭和』（雪組）（1931年8月1日 - 8月31日、宝塚大劇場）
- 『歌垣の森』『ジャンダーク』（雪組）（1931年11月1日 - 11月30日、宝塚大劇場）
- 『第七天國』『雪月花』（雪組）（1932年1月1日 - 1月31日、宝塚大劇場）
- 『木村重成の妻』『フービーガール』（雪組）（1932年4月1日 - 4月30日、宝塚大劇場）
- 『牡丹書譜』『パリゼット』（雪組）（1932年7月1日 - 7月31日、宝塚大劇場）
- 『渡海船』『娘八景』（雪組）（1932年10月1日 - 10月31日、宝塚大劇場）
- 『秋夕夢』『手土産』（雪組）（1932年12月1日 - 12月28日、中劇場）
- 『ルーレット』（雪組）（1933年3月1日 - 3月31日、宝塚大劇場）
- 『れ・ろまねすく』『弓の勘太』『ゴールド・ラッシュ』（雪組）（1933年6月1日 - 6月30日、宝塚大劇場）＊退団公演